# Fórum da Liberdade

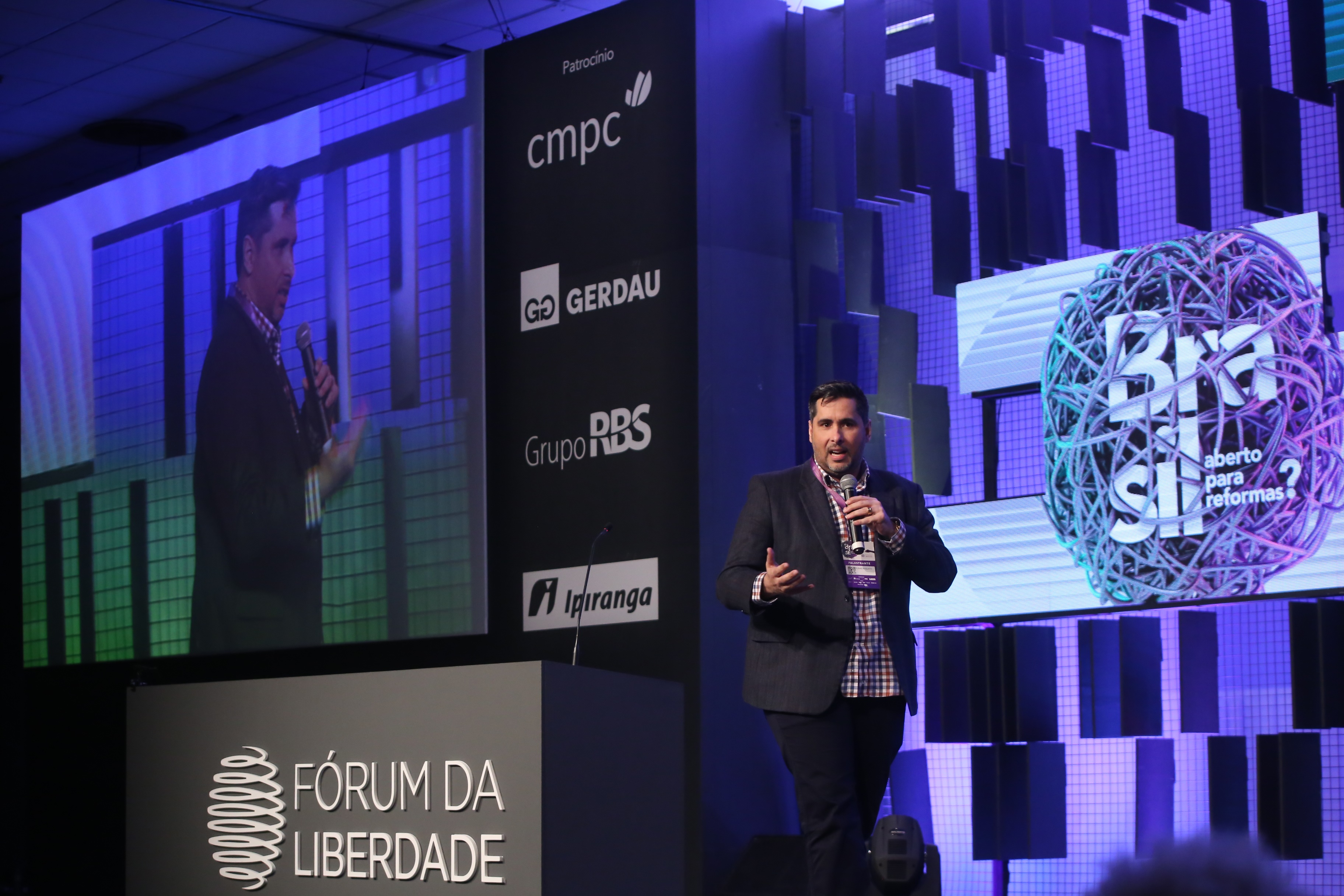
Flávio Augusto, empresário fundador da Wise Up, foi um dos palestrantes de 2019

O Fórum da Liberdade é uma conferência sobre economia e política, organizada pelo Instituto de Estudos Empresariais [en]. É realizado anualmente desde 1988, já tendo contado com a presença de cinco ganhadores do Prêmio Nobel de Economia e nove chefes de Estado, entre outros. Sua 32ª edição, realizada na PUCRS, em Porto Alegre, reuniu cerca de 5 mil pessoas. Uma de suas características é que os participantes são de variadas ideologias e correntes de pensamento. Segundo a Revista Forbes (2013), o Fórum se consolidou como o maior espaço de debate político, econômico e social da América Latina.
Em suas edições, o Fórum já recebeu mais de 80 mil participantes e produziu mais de 500 horas de conteúdo, com mais de 380 palestrantes de ao menos 25 países.
Prêmio Libertas: em comemoração aos 10 primeiros anos do Fórum da Liberdade, o IEE criou, em 1997, o Prêmio Libertas, conferido a empreendedores que se destacam pelo trabalho de valorização dos princípios da economia de mercado e pelo respeito ao Estado de Direito democrático.
Prêmio Liberdade de Imprensa: o Prêmio Liberdade de Imprensa foi criado pelo IEE em 2007 para homenagear indivíduos dedicados ao desenvolvimento do pensamento crítico e à defesa e valorização da liberdade de imprensa.
Colóquios do Fórum da Liberdade: outra iniciativa do Fórum da Liberdade é a realização dos Colóquios do Fórum da Liberdade. São eventos que antecedem o Fórum nos quais palestrantes de renome são convidados para painéis de discussão.
Oficinas da Liberdade: as oficinas têm como objetivo debater com estudantes a importância do empreendedorismo e da livre iniciativa, analisando a conjuntura política e econômica do Brasil.

## História
O Fórum da Liberdade, organizado pelo Instituto de Estudos Empresariais (IEE), é realizado anualmente desde 1988, tendo contado com palestras de políticos como Luiz Inácio Lula da Silva e Fernando Henrique Cardoso, economistas como James M. Buchanan e Roberto Campos, pensadores, empresários, entre outros. Segundo os organizadores, tem como objetivo "analisar questões sociais, políticas e econômicas através do amplo debate de opiniões bem como da proposição de caminhos alternativos em direção a uma sociedade mais livre e próspera".
É realizada também uma entrega de prêmios a profissionais da imprensa e a empreendedores.
Em 2017, foi reconhecido com o Juan Carlos Cachanosky Award for Dissemination of Free Society Principles. O prêmio, conferido pela Atlas Network, legitimou o Fórum da Liberdade por sua ampla divulgação dos princípios da sociedade livre. A entidade que busca fortalecer e investir no movimento de liberdade mundial e já havia reconhecido o IEE como uma das mais promissoras instituições globais em defesa da liberdade, em 2007, com o Templeton Freedom Award Grant.
Edições
1988: “Questões Políticas, Econômicas e Sociais do Brasil”;
1989:  “As Propostas dos Candidatos à Sucessão Presidencial no Brasil”;
1990: “A Busca da Modernidade. O Desafio Latino-Americano”;
1991: “Os Caminhos para a Próxima Década. As Soluções Liberais e Sociais- Democrata”;
1992: “Estado ou Mercado: Quem Melhor Defende a Ecologia”;
1993: “O Desafio da Reforma Constitucional”;
1994: “A Educação em Crise”;
1995: “Globalização e Livre Comércio Internacional”;
1996: “Desafio Brasileiro: Custo Brasil”;
1997: “O Desafio de um mundo sem empregos”;
1998: “Os Limites do Poder, Poder e sociedades”;
1999: 1999. "E agora, Brasil? Caminhos para o desenvolvimento";
2000: "1000 anos: O Brasil em perspectiva. Onde é que esta história vai parar?";
2001: "A crise social brasileira: causas, desafios e soluções";
2002: “Os desafios da democracia no século XXI”;
2003: “Civilização ou Barbárie: em que mundo vamos viver?”;
2004: “Desenvolvimento e Liberdade”;
2005: “A Cultura do Trabalho”;
2006:  “O Poder no Brasil: Quais os Direitos e Deveres dos Governos”;
2007: “Propriedade e Desenvolvimento”;
2008: “Agora, o Mercado é o Mundo”;
2009: “Cultura da Liberdade”;
2010: “Seis Temas para Entender o Mundo”;
2011: “Liberdade na Era Digital”;
2012: “2037: que Brasil será o seu?”;
2013: “O que se vê e o que não se vê”;
2014: “Construindo Soluções”;
2015: “Caminhos para a Liberdade”;
2016: "Definindo a Liberdade";
2017: "O Futuro da Democracia";
2018: "A voz da mudança";
2019:  “Brasil: aberto para reformas?”;
2020: "Ser livre inspira você?";
2021: "Digital limita ou liberta?";
2022: "Você é livre para discordar?";
2023: "Alice no País das Liberdades";
2024: "Admirável Mundo Livre?";
2025: "Coragem para Escolher"